# 5-ös metró (Kanton)
A kantoni 5-ös metró (egyszerűsített kínai: 广州地铁5号线; pinjin: Guǎngzhōu Dìtiě Wǔ Hào Xiàn), vagy Huanshilu vonal (egyszerűsített kínai: 环市路线; pinjin: Huánshìlù Xiàn) Kanton hatodikként átadott metróvonala Jiaokou és Wenchong állomás között. Az 5-ös vonal színe      piros.

## Állomáslista
| 5 (Jiaokou – Wenchong) |                     |                                                          |         |  |  |  |  |
| Állomás (angol név)    | Állomás (kínai név) | Átszállás                                                | Hely    |  |  |  |  |
|                        |                     |                                                          |         |  |  |  |  |
| Jiaokou                | 滘口                |                                                          | Liwan   |  |  |  |  |
| Tanwei                 | 坦尾                | 6-os vonal                                               | Liwan   |  |  |  |  |
| Zhongshanba            | 中山八              | 11-es vonal (2023-tól)                                   | Liwan   |  |  |  |  |
| Xichang                | 西场                | 13-as vonal (tervezett)                                  | Liwan   |  |  |  |  |
| Xicun                  | 西村                | 8-as vonal (2018-tól)                                    | Liwan   |  |  |  |  |
| Guangzhou Railway      | 广州火车站          | 2-es vonal 11-es vonal (2023-tól) 14-es vonal (2018-tól) | Yuexiu  |  |  |  |  |
| Xiaobei                | 小北                |                                                          | Yuexiu  |  |  |  |  |
| Taojin                 | 淘金                | 12-es vonal (tervezett)                                  | Yuexiu  |  |  |  |  |
| Ouzhuang               | 区庄                | 6-os vonal                                               | Yuexiu  |  |  |  |  |
| Zoo                    | 动物园              |                                                          | Yuexiu  |  |  |  |  |
| Yangji                 | 杨箕                | 1-es vonal                                               | Yuexiu  |  |  |  |  |
| Wuyangcun              | 五羊邨              |                                                          | Yuexiu  |  |  |  |  |
| Zhujiang New Town      | 珠江新城            | 3-as vonal                                               | Tianhe  |  |  |  |  |
| Liede                  | 猎德                |                                                          | Tianhe  |  |  |  |  |
| Tancun                 | 潭村                | 19-es vonal (tervezett)                                  | Tianhe  |  |  |  |  |
| Yuancun                | 员村                | 11-es vonal (2018-tól)                                   | Tianhe  |  |  |  |  |
| Keyun Lu               | 科韵路              |                                                          | Tianhe  |  |  |  |  |
| Chebeinan              | 车陂南              | 4-es vonal                                               | Tianhe  |  |  |  |  |
| Dongpu                 | 东圃                |                                                          | Tianhe  |  |  |  |  |
| Sanxi                  | 三溪                |                                                          | Tianhe  |  |  |  |  |
| Yuzhu                  | 鱼珠                | 13-as vonal                                              | Huangpu |  |  |  |  |
| Dashadi                | 大沙地              |                                                          | Huangpu |  |  |  |  |
| Dashadong              | 大沙东              | 7-es vonal (tervezett)                                   | Huangpu |  |  |  |  |
| Wenchong               | 文沖                |                                                          | Huangpu |  |  |  |  |
|                        |                     |                                                          |         |  |  |  |  |

## Fordítás
- Ez a szócikk részben vagy egészben  a   Line 5, Guangzhou Metro című angol Wikipédia-szócikk fordításán alapul.  Az eredeti cikk szerkesztőit annak laptörténete sorolja fel. Ez a jelzés csupán a megfogalmazás eredetét és a szerzői jogokat jelzi, nem szolgál a cikkben szereplő információk forrásmegjelöléseként.
- Ez a szócikk részben vagy egészben  a(z)   广州地铁5号线 című kínai Wikipédia-szócikk fordításán alapul.  Az eredeti cikk szerkesztőit annak laptörténete sorolja fel. Ez a jelzés csupán a megfogalmazás eredetét és a szerzői jogokat jelzi, nem szolgál a cikkben szereplő információk forrásmegjelöléseként.

## Külső hivatkozások
- Hivatalos információs oldal (kínaiul)